# Johannes Reitberger
Johannes Reitberger (* 17. Juli 1924 in Aichach) ist ein deutscher Diplomat im Ruhestand.

## Leben
Johannes Reitberger wurde nach dem Notabitur 1942 an der Oberschule an der Hallstraße in Augsburg von 1943 bis 1945 im Zweiten Weltkrieg eingesetzt. Er studierte ab 1946 Philologie, Germanistik und Zeitungswissenschaft an der Universität München, wurde 1953 zum Dr. Phil. promoviert und war im Anschluss als Redakteur tätig. 1955 trat er in den Auswärtigen Dienst ein und wirkte im Anschluss an den Standorten in Bonn, Canberra, Dakar und Istanbul.
Von 1973 bis 1974 hatte er Exequatur als Generalkonsul in Basel, war zwischen 1975 und 1979 Botschafter in Niamey (Niger) und zwischen 1979 und 1983 Botschafter in Lomé (Togo). Von 1983 bis 1985 war Reitberger Botschafter in Port of Spain (Trinidad und Tobago) sowie zeitgleich bei den Regierungen in Saint John’s (Antigua und Barbuda), Bridgetown (Barbados), Roseau (Dominica), St. George’s (Grenada), Georgetown (Guyana), Castries (St. Lucia), Kingstown (St. Vincent und die Grenadinen) sowie Paramaribo (Suriname) akkreditiert. In seine Amtszeit fiel am 25. Oktober 1983 die US-Invasion in Grenada.